# Old Beaupre Castle
Old Beaupre Castle (walisisch Castell Hen Gastell y Bewpyr) ist die Ruine eines Herrenhauses in Südwales. Die als Kulturdenkmal der Kategorie Grade I klassifizierte und als Scheduled Monument geschützte Ruine liegt 2,5 km südöstlich von Cowbridge in Vale of Glamorgan. Das mittelalterliche Herrenhaus wurde im 16. Jahrhundert zu einem prächtigen Anwesen im Tudorstil erweitert, verfiel jedoch seit dem Ende des 17. Jahrhunderts.

## Geschichte

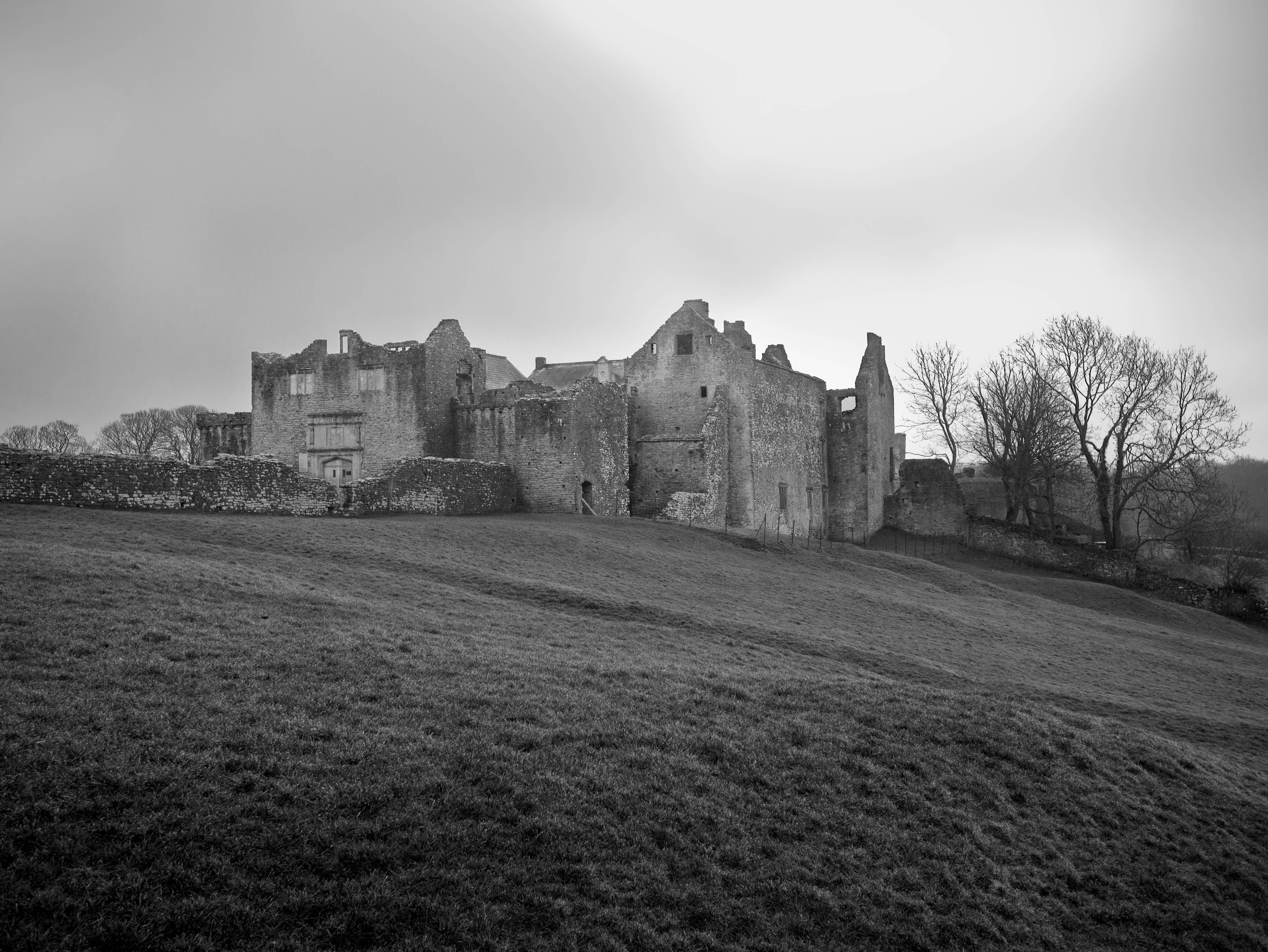
Old Beaupre von Norden, links das Torhaus, rechts der Westflügel

Der Name des Anwesens kommt aus dem Anglonormannischen und ist eine Verballhornung von Beau Repaire, was schöner Rückzugsort bedeutet. Teile des heutigen Herrenhauses wurden bereits um kurz nach 1300 errichtet. Um die Mitte des 14. Jahrhunderts erwarb John Basset, dessen Vorfahren erstmals 1262 im benachbarten Dorf St Hilary erwähnt werden, durch Heirat mit der Erbin der Familie Kardiff. Sein Nachfahre James Basset starb 1502 ohne männliche Nachkommen, die Vormundschaft über seine minderjährige Tochter Eleanor übernahm Rhys Mansel von Oxwich Castle auf der Halbinsel Gower. 1511 heiratete er Eleanor, doch seine Frau starb bereits um 1516 ohne Nachkommen. Mansel erhielt für das Herrenhaus ein lebenslanges Nutzungsrecht. Er ließ ab 1540 das Herrenhaus um den Nordflügel des mittleren Hofes erweitern. Sein Hauptwohnsitz wurde jedoch Margam Abbey, die er 1540 gekauft hatte und als Herrenhaus umbauen ließ. Mansels Tochter Catherine aus seiner zweiten Ehe heiratete William Basset, den Neffen von James Bassett und zukünftigen Erben von Beaupre. William Basset und sein Sohn Richard setzten den Ausbau des Anwesens fort. Die letzte größere Baumaßnahme war der Bau des Eingangsvorbaus, der 1600 von Richard Basset vollendet wurde. Danach wurden nur noch kleinere Umbauten an dem Herrenhaus durchgeführt. Richard Bassets gleichnamiger Urenkel Richard stand während des englischen Bürgerkriegs auf der Seite der Royalisten, als Sheriff von Glamorgan beteiligte er sich 1643 an der Belagerung von Gloucester und wurde dafür zum Ritter geschlagen. Nach Ende des Bürgerkriegs verarmte er jedoch und musste nach Fishweir, ein kleineres Anwesen seiner Familie bei Cowbridge umziehen. Schließlich konnte die Familie das große Anwesen nicht mehr unterhalten, so dass es teilweise verfiel. Philip Basset verkaufte es schließlich 1709 an die Familie Jones. Diese entschloss sich jedoch, Old Beaupre nicht zu bewohnen und benutzte stattdessen das neue Herrenhaus von New Beaupre. Teile des Anwesens dienten als Farmhaus, das Herrenhaus verfiel zur Ruine. Heute wird der innere Hof noch landwirtschaftlich genutzt, das Herrenhaus um den mittleren Hof wurde nach dem Zweiten Weltkrieg dem Staat übergeben. Die Ruine wird von Cadw verwaltet und ist zu besichtigen.

## Anlage
Das, wie der Name schon andeutet, abgelegen gelegene Haus liegt am Ostufer des River Thaw. Das mittelalterliche Herrenhaus war vermutlich leicht befestigt, es bestand aus mehreren Gebäuden, die locker um den heute inneren oder südlichen Hof gruppiert waren. Das Haupthaus wurde im 16. Jahrhundert völlig umgebaut und um die Gebäude um den mittleren oder nördlichen Hof erweitert.
Die Zufahrt führt von Norden durch den von einer niedrigen Mauer umgebenen äußeren Hof zur dachlosen Ruine des dreigeschossigen Torhauses. Umgeben ist das Anwesen von einer hohen zinnengekrönten Mauer mit offenem Wehrgang, die jedoch zum Zeitpunkt ihrer Erbauung nicht mehr zur Verteidigung, sondern als Statussymbol diente. Durch diese Mauer und die wenigen äußeren Fenster wirkt das Anwesen von außen abweisend. Die verzierte Tordurchfahrt des Torhauses wird von einem Wappenrelief bekrönt, durch das Torhaus erreicht man den mittleren oder inneren Hof, an dem die Hauptgebäude des ehemaligen Herrenhauses liegen. Gegenüber dem Torhaus liegt das alte zweigeschossige Herrenhaus, das im Kern noch aus dem 14. Jahrhundert stammt. Es enthielt einst im Obergeschoss die mit einem mächtigen Kamin versehene Wohnhalle. Während des Umbaus im 16. Jahrhundert erhielt der Bau größere Fenster und das alte Portal wurde zugemauert. Dominiert wird der Hof von dem reich verzierten neuen Portalvorbau im Renaissancestil, der 1600 vollendet wurde. Die Doppelsäulen an den Seiten aller drei Geschosse sind in der klassischen Reihenfolge dorisch, ionisch und korinthisch. Über dem Portal befindet sich ein prächtiges Relief mit dem Wappen der Bassets und deren Initialen, im obersten Stock befindet sich ein großes, heute vermauertes Fenster. Der Kontrast zwischen der prächtigen Fassade mit den glatten, gelben Quadern des Vorbaus und den rohen Steinen der anderen Flügel wirkt irritierend, doch ursprünglich waren die Fassaden alle mit glatten Quadern verkleidet. Von innen wurden beim Bau des Vorbaus Ziegel verwendet, damit ist der Bau der älteste erhaltene Ziegelbau in Glamorgan. Die Ziegel sind mit Graffiti aus dem 17. und 18. Jahrhundert versehen. An der östlichen Seite des Hofes befindet sich ein kurzer, übergiebelter Flügel, der ebenfalls noch aus dem Mittelalter stammt. Der Westflügel wurde um 1540 erbaut. Das dreigeschossige Gebäude ist dachlos, doch es enthielt einst luxuriöse Wohnräume mit großen Fenstern, Kaminen und ein neuartiges quadratisches, um eine Mittelsäule angelegtes Treppenhaus.
Die anderen Bauten des 14. Jahrhunderts um den inneren oder südlichen Hof können nicht besichtigt werden. An der Ostseite befindet sich ein schlicht verputztes, zweigeschossiges Wohngebäude. Die Gebäude an der Südseite stammen teilweise noch aus dem Mittelalter, wurden aber mehrmals verändert und sind heute ebenfalls teilweise verfallen. An der Westseite des Inneren Hofs befindet sich ein Terrassengarten, der das Tal überblickt, aus dem 16. Jahrhundert. Nordwestlich der Anlage befanden sich einst acht Fischteiche, die jedoch verlandet sind.

## Old Beaupre im Film
Die Ruine war 2008 eine von mehreren Drehorten in Vale of Glamorgan für die beiden Folgen The Temptation of Sarah Jane der Serie The Sarah Jane Adventures.